# Liste der Monuments historiques in Archettes
Die Liste der Monuments historiques in Archettes führt die Monuments historiques in der französischen Gemeinde Archettes auf.

## Liste der Objekte
| Bezeichnung                 | Beschreibung                                                               | Standort                      | Kennzeichnung | Schutzstatus | Datum | Bild |
| --------------------------- | -------------------------------------------------------------------------- | ----------------------------- | ------------- | ------------ | ----- | ---- |
| Skulptur Ecce homo          | Holz, farbig gefasst und vergoldet, 18. Jahrhundert                        | in der Kirche St-Léger (Lage) | PM88000012    | Classé       | 1963  |      |
| Hauptaltar                  | mit Altarkreuz und -leuchtern; Holz und Metall, vergoldet, 18. Jahrhundert | in der Kirche St-Léger (Lage) | PM88000008    | Classé       | 1963  |      |
| Skulptur Heiliger Antonius  | Holz, farbig gefasst, 17. Jahrhundert                                      | in der Kirche St-Léger (Lage) | PM88000009    | Classé       | 1963  |      |
| Skulptur Madonna mit Kind   | Holz, farbig gefasst, Anfang des 16. Jahrhunderts                          | in der Kirche St-Léger (Lage) | PM88000010    | Classé       | 1963  |      |
| Skulptur Heiliger Sebastian | Holz, farbig gefasst, 18. Jahrhundert                                      | in der Kirche St-Léger (Lage) | PM88000011    | Classé       | 1963  |      |